# Batthyány Fülöp
Herceg németújvári Batthyány-Strattmann Fülöp (Bécs, 1781. november 13. – Bécs, 1870. július 22.) magyar főnemes, Vas vármegye örökös és valóságos főispánja, császári-királyi kamarás, a nemesi felkelők ezeres kapitánya, valóságos titkos tanácsos, a 4. Batthyány-Strattmann herceg. Bőkezű mecénás, aki Iván öccsével együttesen ugyanúgy 60 ezer forintot ajánlott fel az 1825-ös pozsonyi országgyűlésen a Magyar Tudományos Akadémia (Tudós Társaság) megalapítására, mint gróf Széchenyi István. Érd 19. századi újratelepítője.

## Életútja

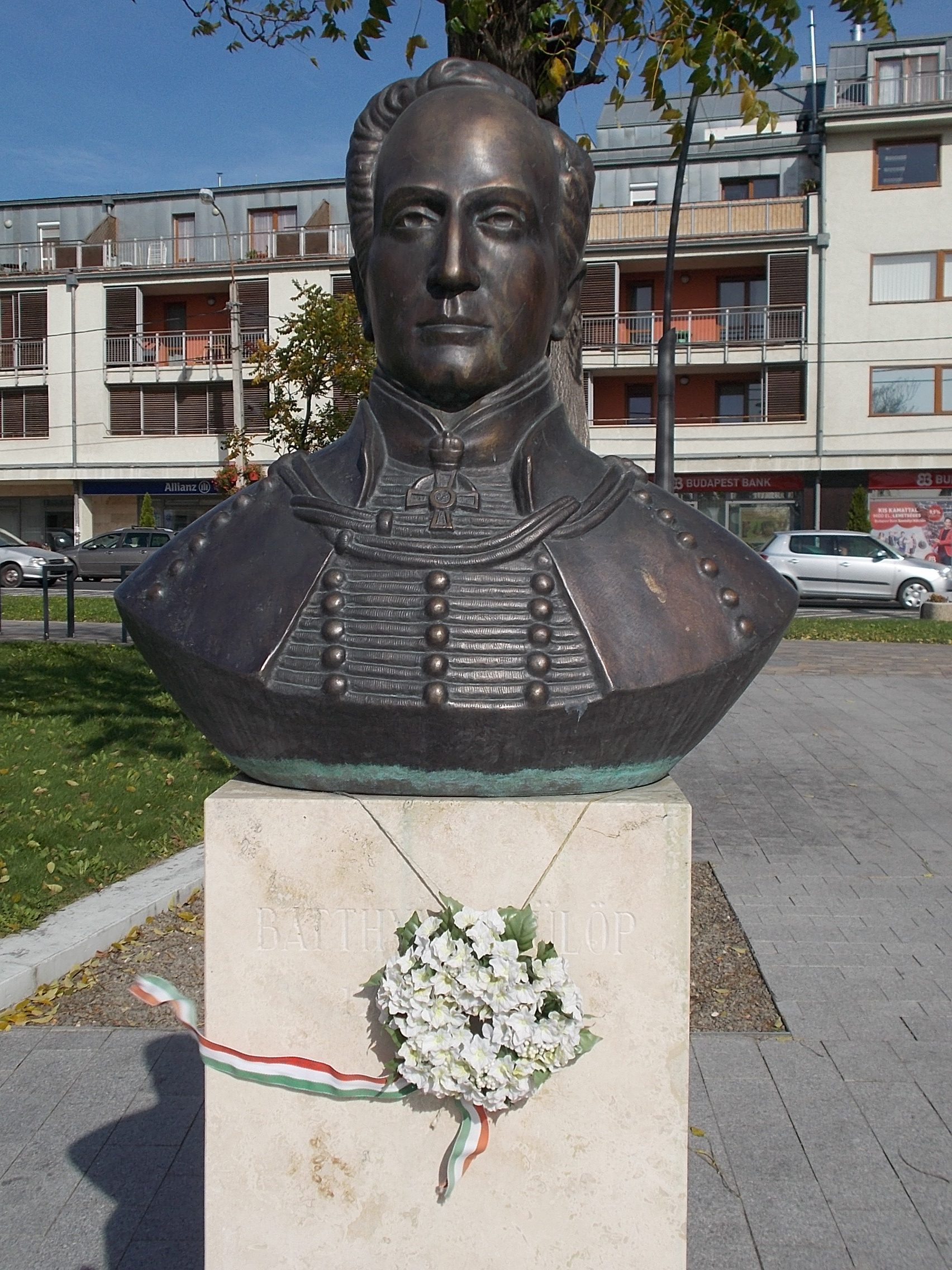
Mellszobra Érd Fő terén, 2011

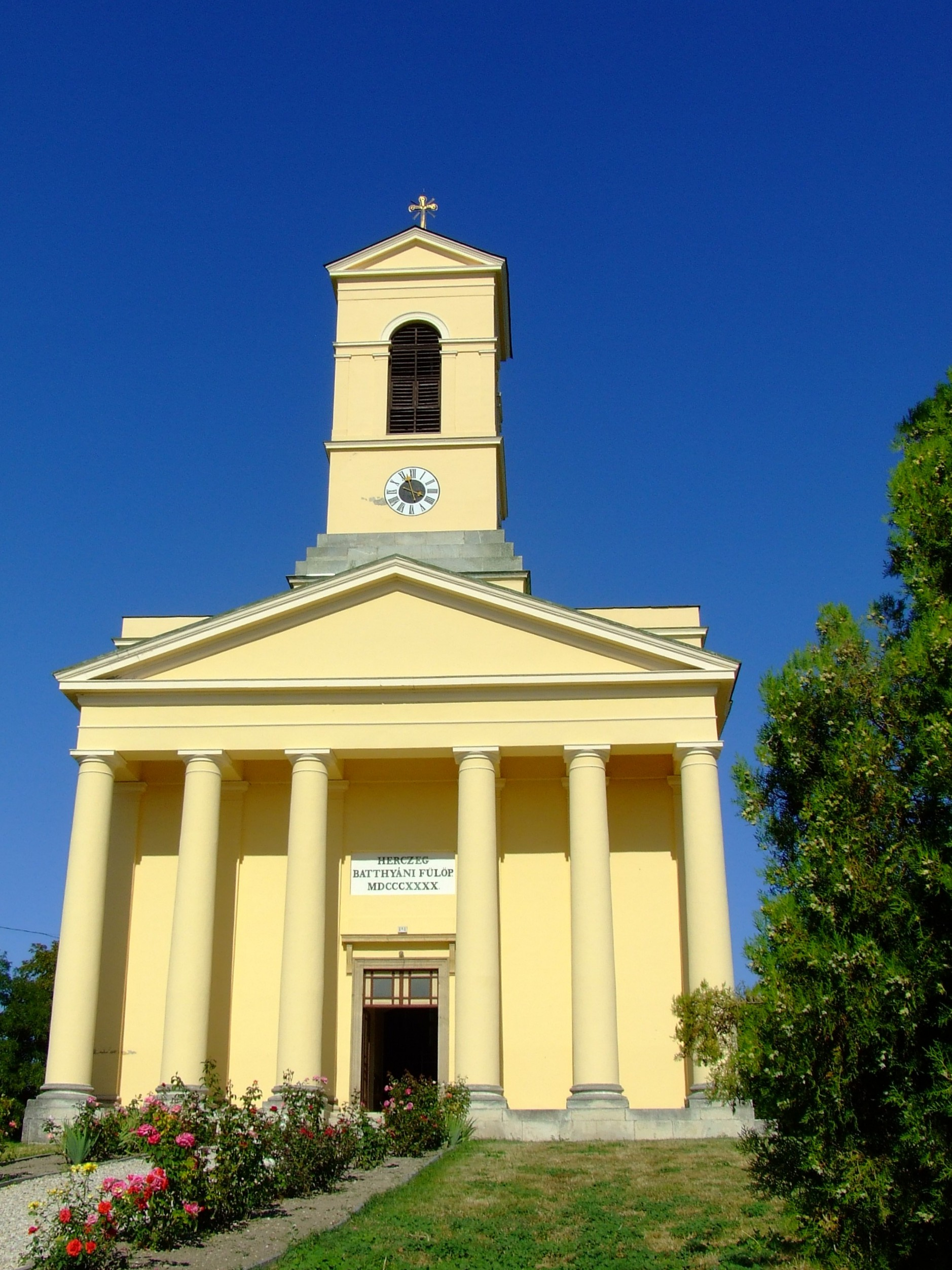
Nepomuki Szent János-templom, Enying, 1840

Az ősrégi főnemesi gróf németújvári Batthyány család sarja. Apja herceg németújvári Batthyány-Strattmann Lajos (1753–1806), kamarás, nagybirtokos, a 3. Batthyány-Strattmann herceg, anyja gróf Marie Elisabeth von Pergen (1755–1815) volt. Apai nagyszülei, herceg Batthyány Ádám (1722–1787), a 2. Batthyány-Strattmann herceg, aki a címet gyermektelen nagybátyjától örökölte, és gróf illésházai Illésházy Mária Terézia (1734–1807) voltak. Apai dédapja gróf németújvári Batthyány Lajos (1696–1765), aki felvilágosult elme, korának egyik legműveltebb főura volt. A házasság legidősebb gyermekeként 1781. november 13-án, nagynevű magyar családok sok tagjához hasonlóan, Bécsben született, de gyermekként és ifjúkorában sok időt töltött a család Vas megyei birtokain, többek között Körmenden, ahol fényes udvartartást alakítottak ki a felmenői. Őt és Iván öccsét egy Fuxhoffer József nevű jezsuita nevelte, aki szolgálataiért még Lajos herceg segítségével 1806-ban felsőörsi prépost lett. Apjuk még abban az évben bekövetkezett halála után az akkor 25 éves ifjút gróf Széchényi Ferenc mint királyi biztos iktatta be Vas vármegye főispáni hivatalába. Miután a Napóleon ellen vívott háborúban átvette apja huszárezredét, királyi megbízásból a beiktató atyai barát, Széchényi lett a megye adminisztrátora. Fülöp már azokban az időkben kapcsolatba került a kiralyi biztos fiával, a nálánál tíz évvel fiatalabb Széchenyi Istvánnal. Mindketten reformpártiak voltak, nyitottak a gazdálkodás új eredményei iránt, külföldi tanulmányutakat tettek, és nemcsak szavakban, hanem tettekben is elősegítették a haza haladását. 
Fülöp herceg a legnagyobb adakozók, mecénások köréhez tartozott. Az Akadémián kívül sokat fordított Körmend városrendezésére, a nagy 1838-as pesti árvíz során elpusztult Érd helyén új települést parcellázott a folyótól kissé távolabb. Ez volt az Újfalu vagy Fülöpváros. Berki-puszta határában létesítette a róla elnevezett Fülöpmajort, amelyet később Érd Tusculánum nevű kerülete olvasztott magába. Ő építtette a Benta-majort is. Enyingen nagy katolikus templomot építtetett. A szerteágazó szépítő munkák, beruházások mellett bajba jutott emberek sokaságán segített, ha tűzkár vagy más szerencsétlenség érte őket. Patrónusa volt a hozzá forduló szegény diákoknak, tisztviselőknek, özvegyeknek és árváknak. A Dunántúli Színjátszó Társaság tőle kért pénzt kosztümökre és elkérték a még az apja által létrehozott körmendi színház kellékeit is.
Szociális érzékéről nem egyszer tett tanúbizonyságot Fülöp herceg: még aktív főispánsága idején, hogy egyes földesúri hatáskörében lévő falvakban birtokrendezést hajtott végre, amelynek során zsellérsorból telkes jobbágyi státuszba emelt családokat. Ezeken a településeken a gazdák helyzetében kiegyenlítődést hozott létre, szorgalmas paraszti családokat juttatott új lehetőségekhez. A telkek átalakítása körüli vitákban pedig nem hatalmi szóval, hanem bírói úton kereste az igazságos megoldást. Elődeitől örökölte a dolgok szakszerű kezelésének igényét. Majorságai igazgatását jó szakemberekre bízta, akik a földművelés mellett a termények feldolgozásához és a kereskedéshez is értettek. Leveleiből kiderül, hogy napra készen ismerte hatalmas birtokainak ügyeit. 
Mind emellett jó hazafi volt, ami abban is megnyilvánult, hogy Széchenyi sokáig őt akarta az intézmény igazgatójának. Támogatta a Magyar Nemzeti Múzeumot is, az 1812-es körmendi kincset, valamint az 1829-ben Szombathelyen talált római kori kincseket is a múzeumnak ajándékozta. Folyóiratokat, művészeket segített, ipart pártolt, nagyobb összeget ajánlott fel a Ludovika Akadémia és a pesti játékszín, a Nemzeti Színház létrehozására is. Sokat elárulnak világképéről a bólyi uradalommal kapcsolatos utasításai, valamint az általa folyósított nyugdíjak és segélyek. Hosszú életéből csak rövid ideig, 1828–1848 között birtokolta Érdet és környékét. Az 1830-as évek elején a közélettől szinte teljesen visszavonult. 
Birtokain bevezette a magyar nyelv használatát, és ennek elősegítésére 1831-ben német–magyar gazdasági szótárt adott ki, amely máig becses nyelvemlékünk. Már idős ember volt 1848-ban, de a pesti forradalom után szerepet vállalt a megyei bizottmányban, viszont egész életében lojális maradt az uralkodóhoz. Életének jelentős részét Bécsben töltötte, onnan járt a birtokaira, Szombathelyre, Pozsonyba vagy Pestre, ahova éppen a kötelesség szólította. Bécsi házában gyakran megfordultak vasi és máshonnan érkező delegációk, segítette a kapcsolatok kialakítását a bécsi udvar belső köreivel. Felmenői példáját követte, akik a nyugati országrészben egyszerre igyekeztek szolgálni a haza és a trón érdekeit. A szabadságharc után visszavonult. Mindvégig Bécsben élt, onnan rövidebb időközökre Németújvárra, Körmendre vagy Pestre látogatott. Még idős korában is hosszabb nyugat-európai utakat tett, ám birtokaival kapcsolatban még ekkor is személyesen rendelkezett. 1870 nyarán, agglegényként, Bécsben halt meg. A németújvári családi kriptában nyugszik. Örökösei Iván öccse leszármazottai voltak.

## Tisztségei, elismerései
Vas vármegye örökös főispánja, ezredes, császári-királyi kamarás és valóságos belső titkos tanácsos, az Osztrák Császári Lipót-rend középkeresztjének és a Magyar Királyi Szent István-rend nagykeresztjének birtokosa, az Aranygyapjas rend lovagja volt.

## Emlékezete
Az Akadémia palotája 2015-ös, százkilencven éves jubileumi megemlékezései között nem bukkant fel a neve, pedig a székházra is tett külön adományt. Megismétlődtek az alapítás másfél évszázados ünneplésekor, 1975-ben történtek, amikor a több mint ötszáz oldalas emlékkönyvben egy sor sem jutott érdemei számára.
Az utóbbi időben azonban több településen is pótolták az évszázados mulasztást.
- Nevét Enyingen 2008-ban általános iskola és gimnázium vette fel[1]
- Érden 2011-ben, Körmenden pedig 2013-ban szobrot állítottak neki[2]
- Életútja 2014-ben érdi kiadványokban kapott helyet. Érd címerében a háromágú korona egyik ága rá emlékeztet[3]
- Lajoskomáromban a helyi pincesor róla kapta a nevét Fülöp-hegy néven.[4]

Lokálpatrióták karolták fel emléke ápolását, akiknek fontos, hogy az Akadémia is elismerje egykori adományozója érdemeit.